# Gare d'Auray
Pour les articles homonymes, voir Auray (homonymie).
La gare d'Auray est une gare ferroviaire française située dans le quartier de la Gare de la ville d'Auray dans le département du Morbihan, en région Bretagne.
Elle est mise en service en 1862 par la Compagnie du chemin de fer de Paris à Orléans.
C'est une gare de la Société nationale des chemins de fer français (SNCF), desservie par des TGV, en relation principalement avec Paris et Quimper, des trains régionaux TER Bretagne et, en saison, par le train « Tire-Bouchon » pour Quiberon.

## Situation ferroviaire

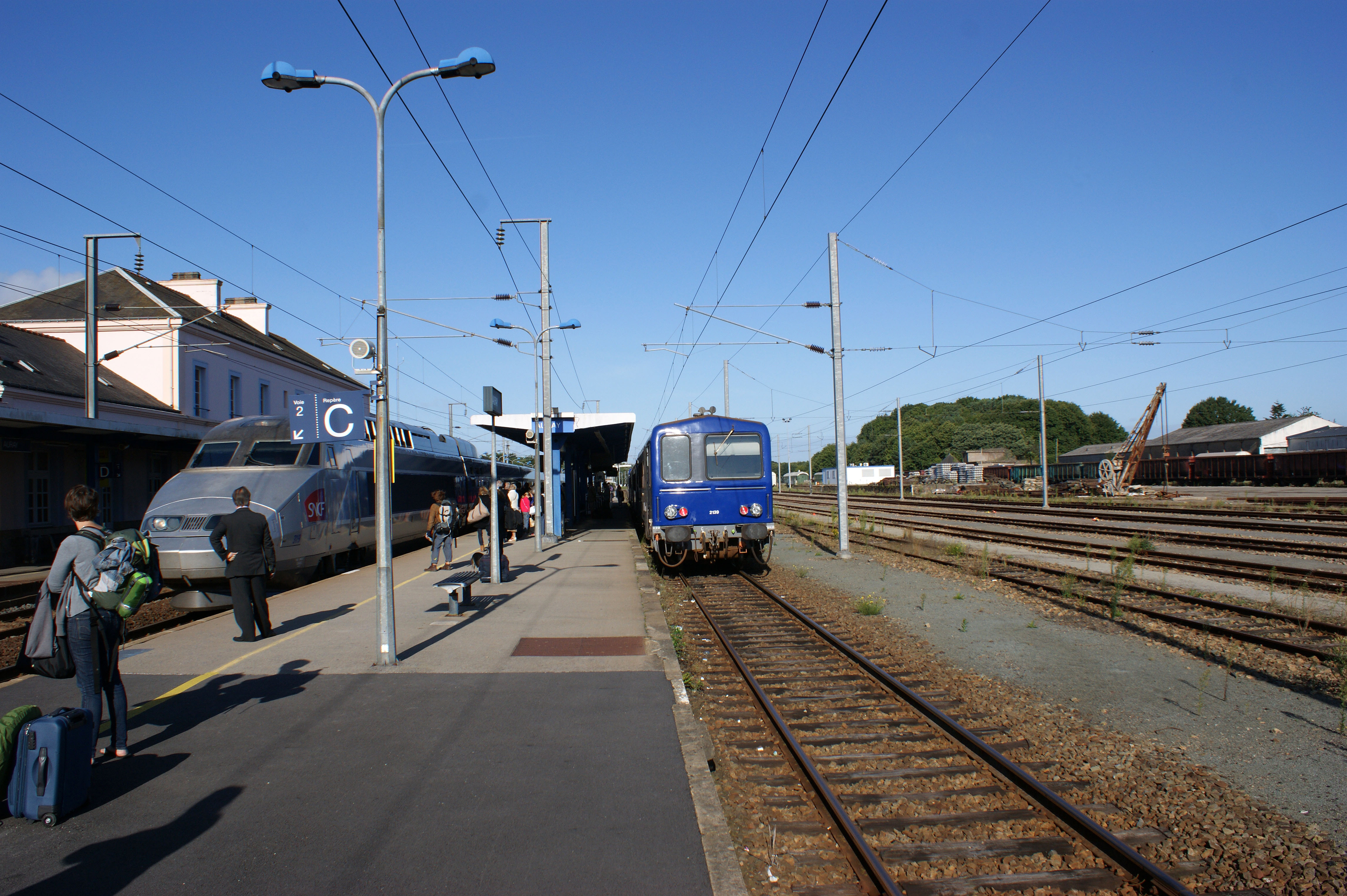
Les quais de la gare, avec un TGV et le Tirebouchon.

Établie à 37 m d'altitude, la gare d'Auray est située au point kilométrique (PK) 584,946 de la ligne de Savenay à Landerneau, après le viaduc du Loch, entre les gares ouvertes de Sainte-Anne et de Landaul - Mendon. Gare de bifurcation, elle est l'origine de la ligne d'Auray à Quiberon dont la gare suivante est la gare ouverte de Belz - Ploemel et de la ligne d'Auray à Pontivy dont la gare suivante est la gare fermée de Pluvigner.

## Histoire
La gare d'Auray est l'une des gares construites par la Compagnie du chemin de fer de Paris à Orléans (PO) lors des travaux de création du tronçon de Redon à Lorient de la ligne concédée entre Savenay et Quimper. La gare, édifiée sur le territoire de la commune de Brech à environ 1 500 m du centre-ville d'Auray, est inaugurée et mise en service le 21 septembre 1862, en même temps que la section de Savenay à Lorient du PO et la ligne de Rennes à Redon de la Compagnie des chemins de fer de l'Ouest.
Le 18 décembre 1864, la liaison ferroviaire vers Pontivy est inaugurée. L'ouverture du tronçon de Pontivy à Saint-Brieuc en 1872 permet d'achever cette liaison qui traverse la Bretagne du sud au nord
Le 24 juillet 1882, la ligne d'Auray à Quiberon est inaugurée.
En 1885, le service de la traction est agrandi pour faciliter l'exploitation de la nouvelle ligne d'Auray à Quiberon.

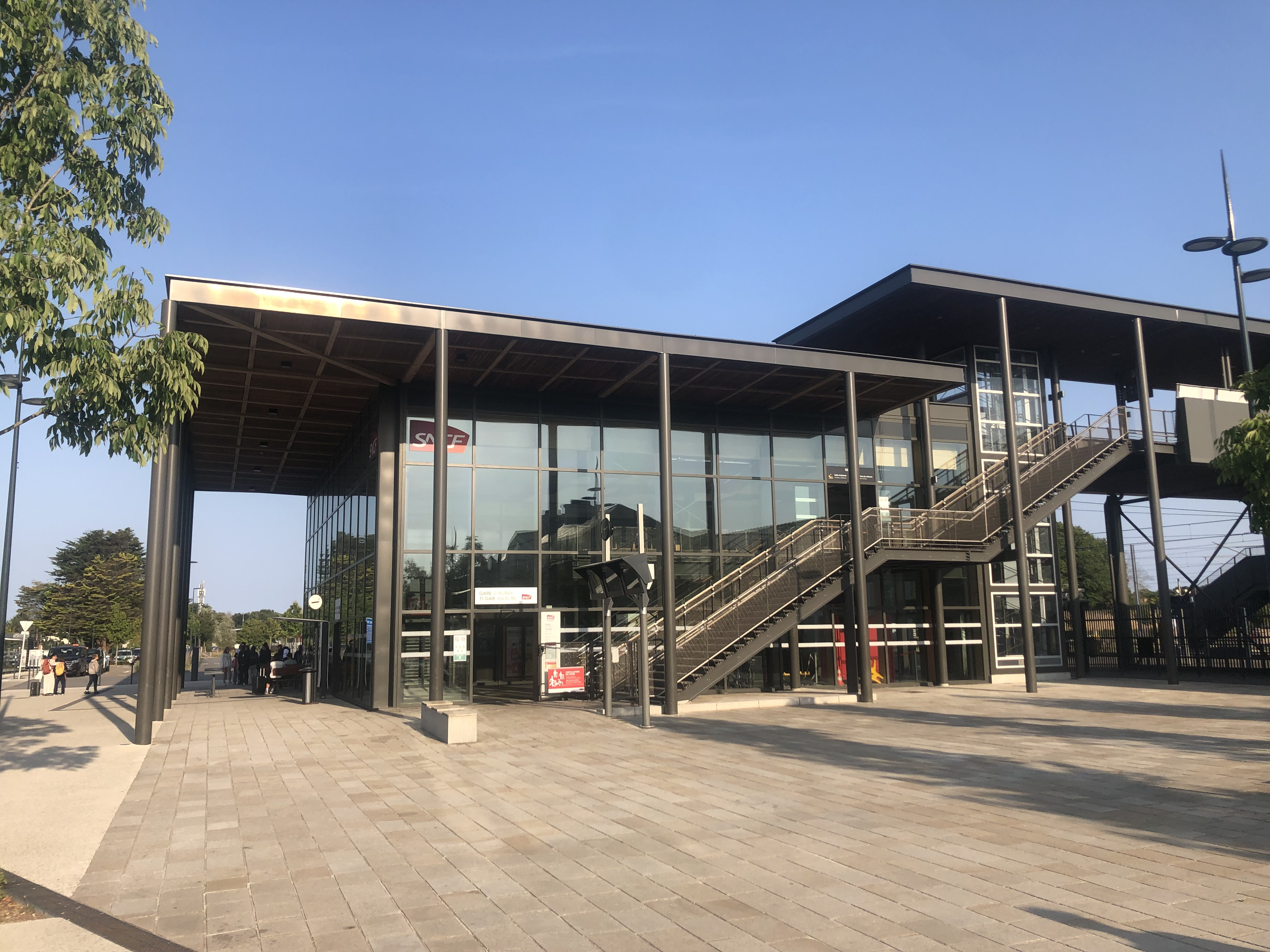
Nouvelle Gare d'Auray

La gare d'Auray est située à plus de deux kilomètres au nord du centre-ville, du fait de la difficulté d'implantation d'un viaduc pour franchir la vallée du Loch. Un quartier neuf se développe à la fin du XIXe siècle le long de la route de Brech qui va du carrefour avec la route de Lorient à la sortie nord de la ville jusqu'à la gare. Notamment, les entreprises de négoce qui étaient installées au port Saint-Goustan y créent des établissements. L'implantation d'un dépôt et d'un atelier d'entretien de locomotives au début du XXe siècle attire une nouvelle population.
En 1912, la Compagnie du PO fournit au Conseil général un tableau des « recettes au départ » de ses gares du département, la gare d'Auray totalise 262 962 francs, ce qui la situe à la 4e place sur les 30 gares ou stations.
La section Pontivy - Auray est fermée au trafic voyageur le 2 octobre 1949 mais reste utilisée pour le transport de marchandises et occasionnellement pour des trains touristiques.
En 2016, la gare a accueilli 774 212 voyageurs, après un nombre de 765 825 voyageurs en 2015 et 778 680 voyageurs en 2014.
Un nouveau bâtiment voyageurs a été inauguré en juin 2021.

## Service des voyageurs

### Accueil
Gare SNCF, elle dispose d'un bâtiment voyageurs ouvert tous les jours, avec guichets, ouverts du lundi au samedi (fermé le dimanche & jours fériés). Elle est équipée d'automates pour l'achat de titres de transport. C'est une gare « Accès Plus » avec des aménagements, équipements et services pour les personnes à la mobilité réduite. Un buffet est installé en gare.

### Desserte

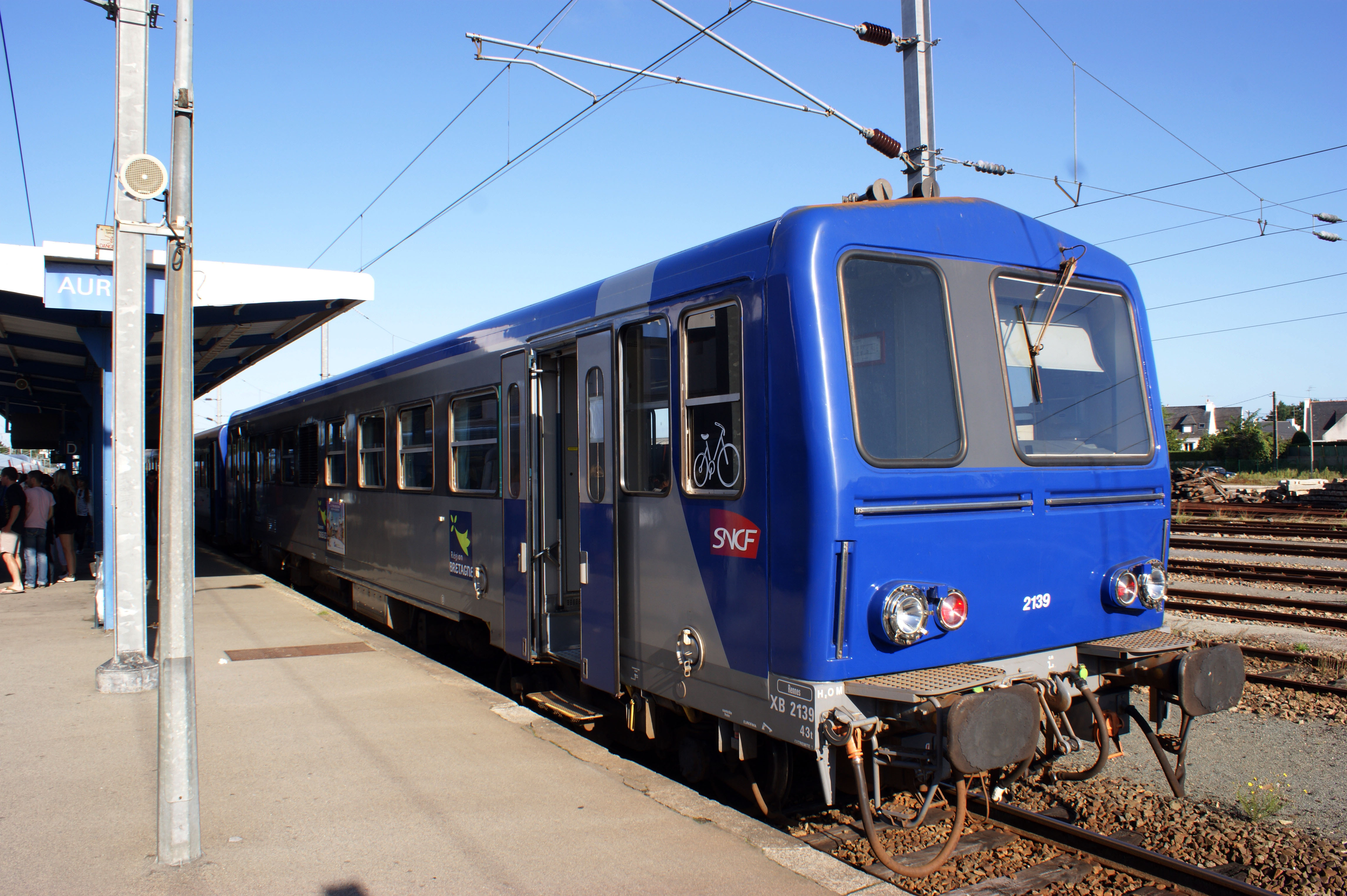
Tirebouchon à quai.

Auray est desservie par des TGV inOui et Ouigo, effectuant la liaison Paris - Rennes - Quimper, et par des TER Bretagne.
Exploitée uniquement en période estivale, la ligne d'Auray à Quiberon, surnommée le « Tire-bouchon », engendre un important surcroît d'activité de la gare durant cette période.

### Intermodalité
Un parc pour les vélos et un parking sont aménagés à ses abords.
Une gare routière est desservie par des autobus et des autocars, avec le réseau urbain Auray Bus et le réseau régional BreizhGo (lignes : 1, 5, 6 et 18).

## Service marchandises
L'activité fret est faible comme partout dans le Morbihan.
Par ailleurs, le service auto-train n'y est plus assuré.